# Aphodiopsis raucus
Aphodiopsis raucus är en skalbaggsart som beskrevs av S. Endrödi 1964. Aphodiopsis raucus ingår i släktet Aphodiopsis och familjen Aphodiidae. Inga underarter finns listade i Catalogue of Life.